# Argostemma jabiense
Argostemma jabiense är en måreväxtart som beskrevs av Theodoric Valeton. Argostemma jabiense ingår i släktet Argostemma och familjen måreväxter. Inga underarter finns listade i Catalogue of Life.